# Juha Mieto
Juha Iisakki Mieto (20. listopadu 1949, Kurikka) je bývalý finský běžec na lyžích. V sedmdesátých a na počátku osmdesátých let byl výraznou postavou světového lyžování díky své mohutné postavě (měří 196 cm a váží kolem metráku), plnovousu a také jako zastánce tradičního pojetí běžkařského sportu, který odmítal umělohmotné lyže a bruslařskou techniku.

## Sportovní kariéra
Od roku 1970 závodil za klub Kurikan Ryhti. Na olympiádě 1972, kde byl vlajkonošem finské výpravy, obsadil v závodě na 15 km čtvrté místo, stal se olympijským vítězem s finskou štafetou v roce 1976, získal stříbro na olympiádě 1980 v běhu na patnáct a na padesát kilometrů a bronz ve štafetě v letech 1980 a 1984. Nejblíže byl k individuálnímu prvenství na patnáctce v Lake Placid, kde ho v závěru porazil Švéd Thomas Wassberg o jedinou setinu sekundy (poté došlo ke změně pravidel, časy se začaly zaokrouhlovat na desetinu sekundy a závodníci, kteří se vejdou do tohoto rozmezí, se o medaili dělí). Na mistrovství světa v klasickém lyžování získal dvě stříbrné medaile (30 km v roce 1974 a štafeta v roce 1978) a dvě bronzové medaile (15 km v roce 1978 a štafeta v roce 1982, ve stejném čase s týmem NDR). Vyhrál šestkrát Holmenkollenský lyžařský festival, Lyžařské hry v Lahti 1976, devatenáctkrát byl mistrem Finska, v letech 1976 a 1980 vyhrál celkovou klasifikaci Světového poháru. V roce 1974 mu byla udělena Holmenkollenská medaile a po ukončení kariéry získal v roce 1986 Coubertinovu medaili za přínos fair play.

## Další aktivity
Vyučil se truhlářem, provozoval vlastní farmu, později pracoval jako nezávislý profesionál pro nadaci World Vision International. V letech 2007 až 2011 byl poslancem Eduskunty za stranu Finský střed. Je vdovec, má jednoho syna.